# NextGen Series
La NextGen Series és una competició europea de futbol a nivell de clubs per a jugadors sots-19. Té un format similar al de la lliga de Campions de la UEFA i vol donar l'oportunitat a joves jugadors de jugar contra altres promeses d'Europa. La competició va ser creada per l'entrenador del Brentford FC, Mark Warburton.

## Inicis
Al novembre del 2010 es van jugar un parell de partits a porta tancada com a prova per a la nova competició: L'AFC Ajax es va enfrontar al Manchester City FC i també el Liverpool FC va jugar contra el Celtic FC.

## Format
Els equips que es van escollir per a jugar la primera edició d'aquesta competició van ser els que l'organització va considerar que tenien les millors acadèmies de formació d'Europa.
| - Aston Villa FC - Liverpool FC - Manchester City FC - Tottenham Hotspur FC | - VfL Wolfsburg - AFC Ajax - PSV Eindhoven - Inter Milà | - Olympique de Marseille - Molde FK - Rosenborg BK - Sporting CP | - Celtic FC - FC Barcelona - FC Basel - Fenerbahçe SK |  |

Per a la primera edició de la competició, la temporada 2011-12, els setze equips es van repartir en quatre grups de quatre, jugant entre ells en una lligueta de partits d'anada i tornada. Els dos millors equips de cada grup es classificaran per a una segona fase d'eliminatòria directa.

## Normativa
Els equips participants en les NextGen Series estan limitats a una plantilla de no més de divuit jugadors. Això equival a un onze inicial i a set substituts sense opció de reserves. A diferència de les competicions de la UEFA, les NextGen Series permeten fer fins a quatre canvis en un partit. L'edat límit per a la primera edició són els jugadors nascuts l'any 1993 amb l'excepció de tres jugadors nascuts l'any 1992. La resta de normativa pels partits és la mateixa que en qualsevol altra competició futbolística.

## Finals
| 2011–12 Details | Londres | · Inter Milà  | 1–1 (5–3 pen.) | · Ajax    | · Liverpool   | 2–0 | · Marseille |
| 2012–13 Details | Como    | · Aston Villa | 2–0            | · Chelsea | · Sporting CP | 3–1 | · Arsenal   |

## Palmarès
| Club        | Guanyador | Finalista | Campionats | Segones posicions |
| ----------- | --------- | --------- | ---------- | ----------------- |
| Inter Milà  | 1         | 0         | 2011–12    |                   |
| Aston Villa | 1         | 0         | 2012–13    |                   |
| Ajax        | 0         | 1         |            | 2011–12           |
| Chelsea     | 0         | 1         |            | 2012–13           |

## Abolició
L'èxit de la competició va cridar l'atenció de la UEFA i va crear la UEFA Youth League. D'aquesta manera, i després de la segona edició del torneig, la NextGen Series va quedar tancada.